# Rinorea ramiziana
Rinorea ramiziana és una espècie de planta que pertany a la família de les violàcies. És endèmica del Brasil, concretament des del nord de l'Estat de Rio de Janeiro fins a Porto Alegre, a l'Estat de Rio Grande do Sul.